# Diari Catalá
Diari Català, fundat per Valentí Almirall i Llozer el 1879, va ser el primer diari escrit íntegrament en català. Va defensar el republicanisme federal i va intentar formar consciència catalanista. Durant els seus tres anys de vida, va prestar especial atenció a la informació de les comarques i es va proposar d'actuar com a portaveu de les classes populars. Va ser suspès tres vegades, temps durant el qual es va publicar sota tres títols alternatius: Lo Tibidabo, La Veu de Catalunya i Lo Catalanista. Es va suspendre el 1881 arran de la ruptura política entre el federalcatalanisme de Valentí Almirall i el republicanisme federal espanyol de Pi i Margall.

## Origen
El Diari Català va iniciar la seva publicació el 4 de maig de 1879. Una de les principals causes que van permetre la sortida d'aquest primer diari en llengua catalana va ser la nova llei de premsa impulsada pel govern de la Restauració aquell mateix any 1879. La llei s'ocupava de la normativa de publicació de publicacions periòdiques i presentava tot un conjunt de dades on quedava clar el control estatal de la propietat així com dels continguts. Entre els articles d'aquesta llei de curta durada (el 1883 en sortiria una de nova més liberalitzadora) hi destacaven l'obligació d'efectuar una sol·licitud per començar a publicar, que podia ser aprovada o denegada, i l'exigència que el propietari del periòdic tingués unes característiques particulars (majoria d'edat, dos anys vivint en la població on es volia publicar el diari, plena disposició del lliure exercici dels drets civils i polítics, manteniment d'un pagament de 250 pessetes de contribució territorial, etc.). Tot i així, la llei de premsa de 1879 millorava la legislació prèvia, i és per això que Valentí Almirall va poder tirar endavant el seu projecte del Diari Catalá.
Tres dies abans de l'inici de les publicacions, va sortir el número "Prospecte", programa fundacional del periòdic, presumiblement redactat per Almirall i on s'establien els 10 objectius principals del Diari Catalá, que es proclamava a ell mateix com a polític i literari. En resum, els objectius venien a definir la missió de la premsa, el catalanisme, el concepte de progrés, l'obertura del diari a diferents idees i ideologies, el pluralisme, la seva projecció internacional amb una xarxa de corresponsals, la presència de seccions culturals i científiques, i finalment, la seva vocació anunciada d'arribar a ser un model de llenguatge per un idioma, el català, que no tenia una fixació de criteris lexicogràfics i gramaticals.

## Evolució
El Diari Català va tenir una vida molt activa durant els seus dos anys de vida. La publicació fa constantment un treball d'opinió, de col·laboració en campanyes, d'organització d'actes, de publicació de materials, etc. Al principi, però, va tenir certes dificultats inicials per assentar-se i fer-se lloc en la societat barcelonesa on, en aquell moment, la meitat del tiratge el tenia el monàrquic i conservador Diario de Barcelona (Brusi), seguit pel tradicionalista El Correo Catalán i els liberals La Imprenta, La Publicidad i La Gaceta de Cataluña. No obstant, el Diari Catalá buscarà el favor del públic lector, un suport popular imprescindible, segons Almirall, per sobreviure com a diari i aconseguir influenciar els àmbits socials. D'altra banda, a aquesta lluita per un mercat també se li han de sumar altres limitacions, com la feblesa empresarial i l'autocensura, que farà més dòcil el diari tot i la radicalitat dels seus plantejaments i idees.
Al llarg dels dos anys d'existència del Diari Catalá, es van publicar 785 números en quatre capçaleres diferents, ja que el periòdic federalcatalanista va ser suspès en tres ocasions arran de tres denúncies fetes pel fiscal d'impremta —la primera (1879), a causa d'uns articles d'un dels redactors, Pere Sacases, en defensa del nihilisme rus; la segona (1880), a conseqüència de l'article que va publicar el diari en commemoració de l'assalt a la Bastilla el 14 de juliol; i la tercera (1880), arran d'un article d'Almirall on defensava la politització del catalanisme i la transformació d'Espanya en una federació. Durant les suspensions, el Diari Catalá va poder continuar actiu a través de tres capçaleres alternatives que, tot i així, es van dedicar exclusivament a una temàtica literariocultural:
- Lo Tibidabo. Diari no polítich (de juliol a agost de 1879)
- La Veu de Catalunya. Diari no polítich, pero clá i catalá (de juliol a agost de 1880)
- Lo catalanista. Diari no polítich (d'octubre a novembre de 1880)

## Final
El Diari Catalá va desaparèixer finalment el 30 de juny del 1881. Una de les principals causes de la seva mort va ser la ruptura política entre el federalcatalanisme de Valentí Almirall i el republicanisme federal espanyol de Pi i Margall. Altres raons s'han de tenir en compte en la fi del periòdic, com la seva dèbil vida financera, la fràgil salut del mateix Almirall i els problemes legals que ja havia tingut amb les tres suspensions. Tot i així, l'existència d'un nou diari en català, La Renaixensa, i la manca d'un públic potent, republicà i federal, van fer que la desaparició del Diari Catalá fos rebuda amb una certa indiferència social.

## Contingut
El periodisme del Diari Catalá era un periodisme innovador i actiu. Els seus redactors i col·laboradors, entre ells uns 300 corresponsals a l'estranger, anaven al lloc dels fets per poder explicar la informació de primera mà —el mateix Almirall va anar a Sicília a cobrir l'erupció de l'Etna. Així doncs, la informació internacional i local era de notable importància, en el diari, i a partir d'aquesta el periòdic va aconseguir un model de crònica culta i de referència, on els redactors i corresponsals podien aportar certa opinió sobre allò de què informaven, encara que hi havia una tendència a l'expressió en prosa neutra.
Quant al contingut específic de cada publicació, algunes de les seccions que apareixien habitualment, encara que no sempre, eren les següents:
- "Santoral"
- "Espectacles"
- "Públics"
- "Diversions particulars"
- "Noticias de Barcelona"
- "Sessió de l'Ajuntament"
- "Moviment Científic y Artístic"
- "Butlletí Astronómich"
- "Servey Meteorológich"
- "Secció de Fondo"
- ”Correspondencias del Diari Català”
- "Noticias de Catalunya"
- "Noticias d'Espanya"
- "Secció Oficial"
- "Secció Comercial"
- "Secció d'Anuncis"
- "Secció Telegràfica" ("télegramas de la premsa estrangera", "extracte de telégramas", "telégramas particulars").

D'altra banda, el Diari Catalá va dur a terme un seguit d'importants activitats literàries durant la seva existència, com l'organització d'un certamen literari (1880 i 1881), concurs destinat al cultiu de les lletres catalanes; la publicació d'un suplement literari els dijous, on apareixia producció i crítica de la literatura d'aquell moment; i la creació d'una Biblioteca Literària a partir de la publicació regular de diverses obres a través de fulletons en forma de plecs. Alguns dels textos de la Biblioteca del Diari Catalá van ser Un viatge al voltant del món de Charles Darwin (prosa científica), La Ilíada d'Homer (prosa clàssica) i els contes d’Edgar Allan Poe (novel·la moderna del moment), totes tres exemple del caràcter innovador, de progrés i científic que pretenia divulgar i transmetre el periòdic de Valentí Almirall. La Biblioeteca del Diari Catalá, per tant, és un reforçament de les teories polítiques basades en el republicanisme, federalisme, laïcisme i progressisme del diari fundat per Valentí Almirall.
Finalment, una de les accions més destacades del Diari Catalá per a la projecció del seu contingut va ser el suplement femení "Modas y Labors", que tenia com a objectiu informar a les dones catalanes sobre les últimes novetats de moda que es duien a terme, tant a França com qualsevol altre lloc, sempre que s'adaptessin «al gust i moda de fer de la nostra hermosa ciutat». L'edició d'aquest suplement estava molt relacionada amb el canvi d'opinió de la societat vers la dona, que es veurà alterada principalment per la seva creixent educació i incorporació al món del treball.

## Catalanisme i Federalisme
La publicació del Diari Catalá va ser un punt d'inflexió en la història del periodisme català, en el procés de normalització lingüística, en la politització del catalanisme i en la construcció nacional catalana. A més, el periòdic d'Almirall, traslladant els seus mateixos idearis, també mostrava un pensament republicà federal. Tot i així, sempre prevalia el catalanisme i el projecte de transformar Espanya en una federació asimètrica que tornés l'autogovern a Catalunya i que tenia com a referents els moviments autonomistes d'Hongria, Irlanda i els sistemes políticoconstitucionals dels Estats Units i Suïssa.
Així doncs, seguint la seva ideologia catalanista, el diari era un clar defensor del Dret Civil català i del proteccionisme, i a més, el 1880 va impulsar la celebració del Primer Congrés Catalanista, un esdeveniment de gran importància en el procés de politització del catalanisme. Aquell Primer Congrés Catalanista, dirigit i ideat per Valentí Almirall amb l'objectiu de disposar d'un instrument polític autònom sense lligams de dependència amb Madrid, tenia com a principals punts a tractar la llengua, la política i el dret.

## Disputa entre elDiari CataláiLa Renaixensa
El 1880 apareix un nou diari escrit en català, La Renaixensa, dirigit per Pere Aldavert i amb el suport d'Àngel Guimerà. Tot i que en un principi, la relació entre ambdós diaris va ser força intensa i positiva, arran del Congrés Catalanista es diluirà la col·laboració i esclatarà la tensió acumulada. Aquesta disputa partia de les diferents postures que el Diari Catalá i La Renaixensa mantenien respecte al catalanisme i que van significar la divisió d'aquest moviment al final del Primer Congrés Catalanista del 1880. Així doncs, mentre que el primer defensava la politització activa del catalanisme a través del federalisme, el segon reivindicava que el moviment que havia començat amb La Renaixensa limités el seu activisme a l'àmbit literariocultural.

## Aspectes formals i tècnics
El Diari Catalá tenia una periodicitat diària i sortia al matí. Estava presentat en format foli (32x22 cm) i la informació estava distribuïda habitualment en 8 pàgines a 3 columnes. Aquest tipus d'organització permetia l'ús de filets que feien respirar el text, un factor clarament de modernitat en aquella època, com l'ús de títols que tenien relació i avançaven ja la notícia. Cal destacar també la capçalera del Diari Catalá com a factor modernitzador, ja que en ella apareixien un ferrocarril i una impremta, símbols de l'avenç, l'urbanisme i la circulació d'idees. A més, també es poden observar una senyera, símbol del catalanisme, i un sol ixent, que venia a representar la llum de la raó defensada pels maçons, entre els quals hi figurava Valentí Almirall.
D'altra banda, el Diari Catalá va ser publicat en diverses impremtes des de 1879 fins a 1881, entre les quals destaquen les següents:
- L. Domènech (del 4 de maig al 24 de juliol de 1879).
- "La Academia" d'Evaristo Ullastres (del 26 d'agost al 8 de novembre de 1879).
- La Renaisensa (del 9 de novembre de 1879 al 31 de desembre de 1880).
- El Porvenir (de l'1 de gener al 27 d'abril del 1881).
- Oliveres d'A. Xumetra (del 28 d'abril al 30 de juny del 1881).

## Directors
- Valentí Almirall (maig 1879-octubre 1880/gener 1881-juny 1881): va ser l'encarregat de la direcció, la propietat, la gestió i el control del diari durant els seus dos anys de vida.
- Antoni Feliu i Codina (octubre 1880-desembre 1880): va assolir el càrrec de director durant els períodes del Congrés Catalanista i el viatge d'Almirall a Itàlia per cobrir l'erupció de l'Etna.

## Redactors
- Leandre Pons
- Antoni Feliu i Codina
- Artur Gallard
- Pere Maria Ravetllat
- Ròmul Quintana
- Eudald Canibell
- Pere Sacases
- Conrad Roure
- Joan Molas i Casas
- Ferran Rodríguez i Masdeu
- Emili Asencio
- Josep Segalà

## Col·laboradors
- Frederic Soler
- Alfons Revetllat
- Damas Calvet
- Emili Vilanova
- Josep Feliu i Codina
- Àngel Guimerà
- Joaquim Maria Bartrina
- Manuel de Lasarte
- Dolors Monserdà
- Josep Lluís Pellicer
- Pere Pagès